# Сергеев, Андрей Яковлевич
Андре́й Я́ковлевич Серге́ев (3 июня 1933, Москва — 27 ноября 1998, там же) — русский поэт, прозаик и переводчик.

## Биография
Окончил Московский педагогический институт иностранных языков (1958). Как переводчик поэзии с английского языка публиковался с 1959 г., снискав репутацию одного из крупнейших мастеров стихотворного перевода, ведущего специалиста по англоязычной поэзии XX века. Классическими являются переводы Сергеева из Роберта Фроста, Карла Сэндберга, Джеймса Джойса, Уильяма Батлера Йейтса, Томаса Элиота, Дилана Томаса.
Как поэт входил в первую поэтическую группу неподцензурных московских авторов 1950-х — «группу Черткова». В поэтическом наследии Сергеева выделяются небольшие поэмы «Шварц» и «Розы», предвосхищающие плодотворную работу в этом жанре Елены Шварц (совпадение фамилий случайно). Первая публикация стихов Сергеева состоялась в 1993 в журналах «Новый мир» и «Новое литературное обозрение».
Проза Сергеева (первая публикация в 1990) распадается на две основные части: прозаические миниатюры иронически-абсурдистского плана (сам Сергеев называл эти тексты «рассказиками») и мемуарная проза, частично посвященная крупным литераторам, с которыми Сергеев тесно общался (Николаю Заболоцкому, Анне Ахматовой, Иосифу Бродскому, посвятившему Сергееву несколько значительных стихотворений, и др.), но главным образом рассказывающая о быте и нравах 1930-50-х гг. Из мемуарных глав, отличающихся большой наблюдательностью и скрупулёзной точностью, Сергеев составил мозаичный по композиции текст «Альбом для марок» (1995), отмеченный Букеровской премией несмотря на то, что от романного жанра он достаточно далек.
Писательство и перевод были главным делом Андрея Сергеева, но коллекционирование занимало огромное место в его жизни. В книге «Альбом для марок» он пишет: «Сколько себя помню, я собирал монеты и марки… при лучших филателистических предпосылках выбор пал — окончательно — на нумизматику. В самом слове слышалось что-то изумительное». Нумизматические интересы А. Я. Сергеева не раз менялись. В юные годы он собирал, по его словам, весь мир и окрестности. Потом только Россию. Позднее увлекся антикой, а последние 30 лет собирал почти исключительно варварские подражания античным монетам, прежде всего «чеканенные или имевшие хождение в пределах Российской империи / СССР». Накопленные соображения и выводы об этом богатом материале А. Я. Сергеев изложил в своих статьях и заметках. В 1990-е годы некоторые из них были напечатаны, две статьи вышли в трудах ГИМа, последняя статья — посмертно. В интервью 1998 года сказал: «Если… коллекцию нельзя повторить, то имеет смысл её отдать в музей.» Когда речь зашла о его коллекции, то решительно заявил: «после моей смерти — в Исторический музей» (воля Сергеева выполнена).
Первая жена (1957—1970) — Людмила Георгиевна Сергеева (1935—2025), филолог, автор воспоминаний о Иосифе Бродском (2015—2016) и Анне Ахматовой (2015). Вторая жена (с 1970) — Галина Даниловна Муравьёва (р. 1942), переводчик с итальянского языка.
Погиб на 66-м году жизни, переходя улицу по дороге домой с литературного вечера, — был сбит джипом. Похоронен на Щербинском кладбище.

### Переводы
- Робинсон Э. А. Стихотворения и поэмы. Тильбюри-таун / Пер. с англ. [и предисл.] А. Сергеева; илл.: И. Гирель. — М.: Худ. лит., 1971. — 143 с. — 10 000 экз.
- Элиот Т. С. Бесплодная земля : Избр. стихотворения и поэмы / Пер. с англ. А. Сергеева; ред. [и авт. примеч.] В. Муравьёв; предисл. Я. Засурского; илл. А. Сапожникова. — М.: Прогресс, 1971. — 188 с.
- Енот и опоссум. Американские народные считалки. / Пер. А. Сергеева.  —  М.: Детская литература, 1979.  — Обл. + 16 с. без пагинации. — 300 000 экз.
- Мастерс Э. Л. Антология Спун-Ривер; Новый Спун-Ривер / Пер. с англ. [и предисл.] А. Сергеева; [коммент. О. Алякринского]. — М.: Худ. лит., 1990. — 413, [2] с. — 40 000 экз.
- Звездокол: Избр. переводы: поэты Англии, Ирландии, США, Австралии. — СПб.; М.: Летний сад, 2008. — 512 с.